# Xaver Hirschauer
Xaver Hirschauer (* 22. Juli 1888 in Thaining; † 29. März 1969 in Landsberg am Lech) war ein deutscher Politiker (Bayerischer Bauernbund) und Mitglied des Bayerischen Landtags.
Hirschauer absolvierte nach der Volksschule eine Lehre im Schmiedehandwerk. Von 1914 bis 1918 nahm er am Ersten Weltkrieg teil. 1919 wurde er Bürgermeister seines Heimatortes Thaining und Bezirkstagsmitglied von Landsberg am Lech. Im Juni 1924 rückte er als Ersatzkandidat für den Völkischen Block in den Bayerischen Landtag ein. Im Januar 1925 trat er zum Bayerischen Bauernbund über und gehörte dem Landtag ohne Unterbrechung bis Mai 1933 an.